# Nogent-sur-Oise
Nogent-sur-Oise är en kommun i departementet Oise i regionen Hauts-de-France i norra Frankrike. Kommunen ligger i kantonen Creil-Nogent-sur-Oise som tillhör arrondissementet Senlis. År 2022 hade Nogent-sur-Oise 21 859 invånare.

## Befolkningsutveckling
Antalet invånare i kommunen Nogent-sur-Oise
| Referens: INSEE |